# Brevet de technicien supérieur maritime - Pêche et gestion de l'environnement marin
Le BTSM Pêche et gestion de l’environnement marin (PGEM) a pour vocation de former des marins, techniciens supérieurs, opérationnels dans les domaines de la pêche et de la gestion de l’environnement marin. Cette formation permet également l’accès à l’École nationale supérieure maritime et aux formations en vue de la délivrance des brevets de Chef de Quart Passerelle, brevet de capitaine 3000 et de capitaine de pêche.

## Métiers visés du secteur privé ou public
- Marin pêcheur, officier et commandant de navire de pêche, patron artisan à la pêche ;
- Cadre dans les coopératives maritimes ;
- Technicien dans des bureaux d’études spécialisées dans l’environnement ou la pêche ;
- Chargé de mission dans une organisation de producteurs, chargé de mission auprès d’un comité des pêches ;
- Cadre dans les armements à la pêche, technicien d’entreprises du secteur de la pêche ;
- Dirigeant d’une entreprise commerciale maritime ;
- Officier embarqué pour les ports ou sociétés de service (aménagement du littoral, infrastructures portuaires, Énergies Marines Renouvelables, etc.), officier embarqué pour les armements offshore ;
- Technicien des organismes de recherche (IFREMER, CNRS, IRD, etc.), agent du conservatoire du littoral, agent des aires marines protégées et parcs naturels ;
- Technicien dans les administrations territoriales ou collectivités locales ;
- Agent de l’administration chargée de la mer, spécialité pêches, cultures marines et environnement (accès sur concours catégorie B) ;
- Observateur et contrôleur des pêches, technicien en gestion des stocks.

## Compétences développées
- Conduite et gestion d’un navire, conduite de la pêche, spécialiste de la réglementation des pêches ;
- Préparation, organisation, planification de missions d’observations de campagne de pêche et restitution des données acquises ;
- Conduite de missions de collecte de paramètres océanographiques, étude et mise au point d’engins de pêche ou de techniques innovantes ;
- Traitement et valorisation des captures ;
- Prévention et participation à la lutte contre les pollutions, collecte des macro-déchets ;
- Observation du milieu marin et des espèces océaniques, gestion des zones naturelles marines ;
- Gestion d’une entreprise de tourisme littoral.